# Viktor Henriksson
Viktor Henriksson, född den 14 juni 1990 i Kalix i Norrbotten, är en svensk basketspelare.
Henriksson spelade under sin aktiva karriär bland annat för Umeå BSKT (då: Virtus Umeå Basket) och Borås Basket i Sverige, sedan NCAA-klubbarna MVC Vikings och MSU Beavers och coachades av både Bob Knight och Dale Brown. Henriksson var den förste svenska basketspelaren som gick på turné med showlaget Harlem Globetrotters All-Stars och var sedan med och grundade Stockholm Basketball Club. 
Henriksson blev efter basketkarriären en av pionjärerna inom europeisk 3x3 och är Sveriges mest meriterade 3x3 basketspelare med 4 SM-tecken, en mängd internationella FIBA-matcher och landslagsuppdrag.
Under större delen av åren 2015-2019 var Henriksson Sveriges högst rankade spelare, enligt FIBA.
Viktor Henriksson är lillebror till äventyraren Danjel Henriksson (nu Daniel Kulin), med basketkarriär i både Tyskland och Sverige.